# جونفيو
جونفيو (بالإنجليزية: Gwenview)‏ هو عارض صور لـكدي. يتضمَّن نوافذ شجريَّة [الإنجليزية] لعرض المُجلدات ونافذة بقائمة الملفات لتسهيل التنقل في التسلسل الهرمي للملفات.

## وصلات خارجيَّة
- الموقع الرسمي
- جونفيو على موقع SourceForge (الإنجليزية)
- (بالعربية) "جونفيو". تطبيقات كدي. مؤرشف من الأصل في 2023-06-10.